# Ульяново (Николаевская область)
Ульяново (укр. Улянове) — село в Веселиновском районе Николаевской области Украины.
Основано в 1880 году. Население по переписи 2001 года составляло 53 человека. Почтовый индекс — 57032. Телефонный код — 5163. Занимает площадь 0,355 км².

## Местный совет
57032, Николаевская область, Веселиновский район, село Зелёное